# Денічей
Денічей (рум. Dănicei) — комуна у повіті Вилча в Румунії. До складу комуни входять такі села (дані про населення за 2002 рік):
- Бедень (214 осіб)
- Валя-Скеюлуй (70 осіб)
- Глоду (165 осіб)
- Гура-Кручилор (58 осіб)
- Добрешть (195 осіб)
- Дрегулешть (151 особа)
- Дялу-Леунеле (475 осіб) — адміністративний центр комуни
- Дялу-Скеюлуй (185 осіб)
- Леунеле-де-Жос (147 осіб)
- Лінія-пе-Вале (71 особа)
- Удрешть (79 осіб)
- Черету (490 осіб)
- Чирешул (202 особи)

Комуна розташована на відстані 140 км на північний захід від Бухареста, 21 км на південь від Римніку-Вилчі, 83 км на північний схід від Крайови, 121 км на південний захід від Брашова.

## Населення
За даними перепису населення 2002 року у комуні проживали 2502 особи, усі — румуни. Усі жителі комуни рідною мовою назвали румунську. За віросповіданням усі жителі комуни — православні.